# Yiya Murano
María Bernardina de las Mercedes Bolla Aponte de Murano (20 de mayo de 1930 – 26 de abril de 2014), más conocida como Yiya Murano o "La envenenadora de Monserrat", fue una prestamista y asesina en serie, acusada de al menos tres cargos de homicidio y estafa en 1979, en Argentina. Condenada por estos crímenes, estuvo presa durante trece años. Su caso policial es uno de los más famosos en la historia criminalista argentina, tomando mucha repercusión y manteniéndose a lo largo de los años. Fue una asesina en serie organizada, motivada por el lucro.
Según el propio hijo de Murano, Martín Murano, su madre falleció sola en un geriátrico del barrio Belgrano, en Buenos Aires el 26 de abril de 2014, aunque su muerte pasó desapercibida en su momento ante los medios.

## Vida privada
Contrajo matrimonio en 1953 con el abogado Antonio Murano (1916-1985), con quien tuvo a su único hijo, Martín. Además tenía un hermano que era militar del Ejército que llegó a ser General, razón por la cual se supone que Yiya no usaba nunca el apellido de soltera.[cita requerida]
Yiya mantenía frecuentemente relaciones extramatrimoniales y se le conocieron varios amantes. Ella se jactaba de haberse acostado con más de 250 hombres. Incluso algunos de sus amantes llegaron a encubrirla de buena fe cuando la Cámara de Apelaciones revocó la libertad concedida por un Juzgado de Primera Instancia y ordenó su captura.
Durante los últimos años residió en el barrio porteño de La Boca. Vivió en una residencia geriátrica para ancianos y a veces daba entrevistas para la televisión cuando se hacían especiales recordando su caso. Falleció el 23 de junio de 2014 en un geriátrico del barrio porteño de Belgrano y fue sepultada con una versión acortada de su nombre en el cementerio de la Chacarita.

## Muertes de sus amigas y condena
Carmen Zulema "Mema" del Giorgio de Venturini, su prima segunda, tentada por las promesas de jugosos intereses, entregó a Yiya un monto de dinero no muy significativo, con el propósito de que lo invirtiera. Luego del éxito de su  inversión decidió hacer otra.
Su vecina Nilda Adelina Gamba, hizo lo mismo y una amiga de esta, Lelia Elida "Chicha" Formisano de Ayala también se sintió atraída y decidió invertir. Yiya aumentaba desmedidamente su amistad hacia estas y sobre todo, las visitaba con mayor frecuencia.
El sábado 10 de febrero de 1979 Nilda Gamba comenzó a sentir dolores agudos en el estómago y náuseas. El médico que la atendió le diagnosticó intoxicación y ella recordó (al médico) haber tomado el té con Yiya Murano esa misma tarde.
Yiya se ofreció a cuidarla. Por la noche, empeorando, entró en estado de coma y falleció el domingo a la madrugada.
Yiya buscó al doctor Denner, el primero que la atendió, con el fin de que firmara el certificado de defunción. El médico se negó alegando que él no había sido el último en atenderla. Ante tal inconveniente, Yiya se dirigió al médico de la cochería, quien sí aceptó el trámite a cambio de una propina. La causa de muerte según el certificado fue paro cardíaco no traumático, fórmula que evitaba la autopsia. Un mes y medio antes, durante tres días no se supo nada de Nilda. Se hizo la denuncia a la policía y cuando forzaron la puerta encontraron a Nilda tirada en el piso, víctima de un coma diabético. Aquella vez fue Yiya la persona que vio a Nilda por última vez antes de que se descompusiera. Puede que haya sido un intento de envenenamiento que no resultó, o tal vez lo del coma diabético haya sido verdad.
Días más tarde cuando debía devolver el dinero a Chicha Formisano, Yiya fue a su casa a tomar el té y a tranquilizarla. Según ella convinieron en encontrarse esa misma noche para asistir al teatro. Cuando Yiya y otras personas fueron a buscarla, nadie contestaba. El 22 de febrero los vecinos del edificio denunciaron a la policía que del departamento ocupado por Chicha salía un olor penetrante y que nadie contestaba el timbre. Al forzar la puerta encontraron el cadáver sentado frente a la televisión, a su lado restos de pescado, masas finas y una taza con un poco de té. También en este caso el médico de la funeraria extendió el certificado de muerte: infarto de miocardio no traumático.
El 24 de marzo, Mema del Giorgio Venturini sintió náuseas y un profundo malestar. Desfalleciente, se arrastró hacia el pasillo del edificio, pero presa del vértigo perdió el equilibrio y cayó haciendo ruido, el cual escucharon los vecinos y acudieron a socorrerla. En ese momento llegaba Yiya Murano, quien preguntó a los vecinos si Mema había dicho algo antes de perder el conocimiento. De camino al hospital en la ambulancia, al fallecer la víctima le preguntó al médico si sería necesaria la autopsia.
Cuando Diana María Venturini, hija de Mema, intentaba poner en orden las pertenencias de su madre descubrió que faltaban unos pagarés que habían sido extendidos como garantía de los depósitos de Yiya. Ante este hecho, indagó al portero del edificio quien recordó haberle dado las llaves del departamento a Yiya, minutos después de ocurrido el incidente, con el propósito de hacer unas llamadas a los familiares (las cuales nunca se hicieron).
Ya en su domicilio y con la mente más despejada, Diana comenzó a hacer conjeturas. Puesto que otras dos personas a quienes Yiya debía dinero habían muerto en circunstancias similares a las de su madre, decidió hablar del caso con la policía. A partir de eso, el juez ordenó la exhumación de los cadáveres para realizarles las autopsias pertinentes. En el caso de Nilda y Chicha, inhumadas en tierra, esa tarea no arrojaría resultados decisivos ya que en el proceso de descomposición de los cuerpos una de las sustancias que se forman es el clorhidrato de cianuro. Esto impide establecer si la sustancia esta allí por causas naturales o por haber sido ingerida en vida. En cambio, en el cadáver de Mema pudo determinarse con exactitud que en sus vísceras había restos de cianuro alcalino y así se consideró que se trataba de muerte por envenenamiento. 

## Detención y condena
El 27 de abril de 1979 la policía detuvo a la señora Murano en su hogar, en la calle México. En 1980, fue encontrada desmayada en el penal donde estaba presa (Penal de Ezeiza); luego de eso, se le extirpó un tumor de la cabeza. En el mes de junio de 1982, el juez de sentencia Ángel Mercardo la absolvió de todos los cargos y la dejó en libertad.
A mediados de 1985, Yiya había sido casi olvidada. Hasta que fue condenada. Ella insistía en que era inocente: «Nunca invité a nadie a comer», fueron sus palabras.
Por reducción de la condena y por la denominada ley dos por uno que permitía contar dobles los días previos a la sentencia que excediesen de dos años, salió de prisión después de sólo 16 años. Se supo que a los jueces que intervinieron en su puesta en libertad les había enviado, como señal de agradecimiento, una caja de bombones.

## En la cultura popular

### Televisión
- En el año 2006, el programa de televisión Mujeres asesinas ―del Canal 13―, ficcionalizó el episodio recreándolo en la serie, «Yiya Murano, envenenadora», siendo Yiya interpretada por la actriz Nacha Guevara. Al final del episodio, se ve a la verdadera Yiya Murano añadiendo un comentario al respecto y defendiendo su supuesta inocencia.

- En la primera temporada de la adaptación colombiana de la serie, Mujeres asesinas (Colombia) hay una adaptación titulada «Mariela, la envenenadora», interpretado por Lorena Meritano.

- En la segunda temporada de la adaptación mexicana de la serie, Mujeres asesinas (México) también hay una adaptación, titulada «Tita Garza, estafadora», interpretado por Patricia Reyes Spíndola.

- El 11 de julio de 2017, la serie chilena Irreversible, conducida por Carlos Pinto, emite un capítulo basado en los crímenes de Yiya Murano.

### Teatro
- En marzo de 2016 se estrenó “Yiya, el Musical” obra teatral que recreó su caso. El libreto es de Osvaldo Bazán, con música de Ale Sergi y dirección de Ricky Pashkus. Yiya fue interpretada por la actriz Karina K, su hijo por Tomás Fonzi, su marido por Patricio Contreras, su amante por Fabián Gianola y las tres víctimas por Tiki Lovera, Virginia Kaufmann e Iride Mockert.[7]